# RSC Advances
RSC Advances, abgekürzt RSC Adv., ist eine wissenschaftliche Fachzeitschrift, die von der Royal Society of Chemistry veröffentlicht wird. Die Zeitschrift erscheint mit 48 Ausgaben im Jahr. Es werden Artikel aus allen Bereichen der Chemie veröffentlicht.
Der Impact Factor lag im Jahr 2020 bei 3,361. Nach der Statistik des Web of Science wird das Journal mit diesem Impact Factor in der Kategorie multidisziplinäre Chemie an 81. Stelle von 178 Zeitschriften geführt. Im Jahr 2017 wurde RSC Advances auf Open Access umgestellt.